# Bosham
Bosham – wieś w Anglii, w hrabstwie West Sussex, w dystrykcie Chichester. Leży 6 km na zachód od miasta Chichester i 91 km na południowy zachód od Londynu. W 2001 miejscowość liczyła 2847 mieszkańców.